# Pseudoprosopis uncinata
Pseudoprosopis uncinata är en ärtväxtart som beskrevs av Charles Marie Evrard. Pseudoprosopis uncinata ingår i släktet Pseudoprosopis och familjen ärtväxter. Inga underarter finns listade i Catalogue of Life.